# MEDO
Het MEDO (de afkorting betekent Mater Ecclesiae Domesticae, Latijn voor 'Moeder van de huiskerk') was een rooms-katholieke onderwijsinstelling te Kerkrade, die bestaan heeft van 1989 tot 1996. Het MEDO was gevestigd in de voormalige abdij Rolduc.
Het MEDO werd opgericht in 1989 door de toenmalige bisschop van Roermond, J. Gijsen, als pauselijk instituut voor studies over huwelijk en gezin. Het had aanvankelijk universitaire status: studenten konden er een academische graad behalen. President van het instituut was eerst bisschop Gijsen, en na diens vertrek in 1993 de hoogleraar in de filosofie en de medische ethiek van het instituut, nu aartsbisschop van Utrecht, W.J. Eijk. Het beoogde aantal van 150 studenten werd echter niet gehaald; het MEDO kwam niet verder dan een 25-tal.
Na het aftreden van Gijsen als bisschop verloor het instituut zijn financiering. Plannen om het MEDO naar Keulen of Oostenrijk te verhuizen, waar meer financiële steun te vinden zou zijn, liepen op niets uit. In 1996 werd het instituut opgeheven.